# Tsuyoshi Tanikawa
Tsuyoshi Tanikawa (谷川 烈 Tanikawa Tsuyoshi?, nacido el 25 de abril de 1980 en Shizuoka) es un exfutbolista japonés. Jugaba de centrocampista y su último club fue el FC Machida Zelvia de Japón.

## Trayectoria

### Clubes
| Club                   | País           | Año         |
| ---------------------- | -------------- | ----------- |
| Shimizu S-Pulse        | Japón          | 1999 - 2002 |
| Ventforet Kofu         | Japón          | 2001        |
| New Hampshire Phantoms | Estados Unidos | 2003        |
| Mito HollyHock         | Japón          | 2004        |
| FC Machida Zelvia      | Japón          | 2005 - 2007 |